# Nederland op de Paralympische Zomerspelen 2024
Nederland is een van de landen die gaat deelnemen aan de Paralympische Zomerspelen 2024 in Parijs, Frankrijk. De chef de mission van de Nederlandse Paralympische ploeg is Esther Vergeer. Rolstoelbasketbalster Carina de Rooij en wielrenner Daniel Abraham Gebru zullen de vlag dragen bij de openingsceremonie op 28 augustus.

## Aantal atleten
Hieronder volgt een overzicht van de Nederlandse atleten die deelnamen aan de Paralympische Zomerspelen 2024.
| Sport        | Mannen | Vrouwen | Totaal |
| ------------ | ------ | ------- | ------ |
| Atletiek     | 5      | 9       | 14     |
| Basketbal    | 12     | 12      | 24     |
| Boccia       | 2      | 1       | 3      |
| Judo         | 1      | 0       | 1      |
| Paardensport | 0      | 4       | 4      |
| Roeien       | 1      | 1       | 2      |
| Tafeltennis  | 1      | 1       | 2      |
| Tennis       | 6      | 4       | 10     |
| Triatlon     | 4      | 0       | 4      |
| Wielersport  | 8      | 4       | 12     |
| Zwemmen      | 6      | 4       | 10     |
| TOTAAL       | 46     | 40      | 86*    |

* In werkelijkheid 84 deelnemers; Jetze Plat is meegeteld bij atletiek, triatlon en wielersport.

## Medailleoverzicht
| Medaille | Naam                                                                           | Sport          | Onderdeel                                  | Datum       |
| -------- | ------------------------------------------------------------------------------ | -------------- | ------------------------------------------ | ----------- |
| Goud     | Caroline Groot                                                                 | Baanwielrennen | 500 m. tijdrit C4-C5 (v)                   | 29 augustus |
| Goud     | Tristan Bangma Patrick Bos (piloot)                                            | Baanwielrennen | 4 km Achtervolging B (m)                   | 29 augustus |
| Goud     | Liesette Bruinsma                                                              | Zwemmen        | Vrije slag 400 m S11 (v)                   | 30 augustus |
| Goud     | Chantalle Zijderveld                                                           | Zwemmen        | Schoolslag 100 m SB9 (v)                   | 30 augustus |
| Goud     | Fleur Jong                                                                     | Atletiek       | Verspringen T64 (v)                        | 31 augustus |
| Goud     | Joël de Jong                                                                   | Atletiek       | Verspringen T63 (m)                        | 31 augustus |
| Goud     | Jetze Plat                                                                     | Triatlon       | PTCW (m)                                   | 2 september |
| Goud     | Rogier Dorsman                                                                 | Zwemmen        | Wisselslag 200 m S11 (m)                   | 3 september |
| Goud     | Kimberly Alkemade                                                              | Atletiek       | 200 m T64 (v)                              | 3 september |
| Goud     | Marieke van Soest                                                              | Wegwielrennen  | Tijdrit T1–2 (v)                           | 4 september |
| Goud     | Tristan Bangma Patrick Bos (piloot)                                            | Wegwielrennen  | Tijdrit B (m)                              | 4 september |
| Goud     | Daniel Abraham Gebru                                                           | Wegwielrennen  | Tijdrit C5 (m)                             | 4 september |
| Goud     | Jetze Plat                                                                     | Wegwielrennen  | Tijdrit H4 (m)                             | 4 september |
| Goud     | Mitch Valize                                                                   | Wegwielrennen  | Tijdrit H5 (m)                             | 4 september |
|          |                                                                                |                |                                            |             |
| Zilver   | Rogier Dorsman                                                                 | Zwemmen        | Vrije slag 400 m S11 (m)                   | 30 augustus |
| Zilver   | Marlene van Gansewinkel                                                        | Atletiek       | Verspringen T64 (v)                        | 31 augustus |
| Zilver   | Florianne Bultje Thijs van Hofweegen Olivier van de Voort Chantalle Zijderveld | Zwemmen        | 4x100 m wisselslag 34 ptn. (g)             | 2 september |
| Zilver   | Rixt van der Horst                                                             | Paardensport   | Individueel, verplichte kür, graad III (g) | 3 september |
| Zilver   | Marlène van Gansewinkel                                                        | Atletiek       | 200 m T64 (v)                              | 3 september |
| Zilver   | Chantal Haenen                                                                 | Wegwielrennen  | Tijdrit H4–5 (v)                           | 4 september |
|          |                                                                                |                |                                            |             |
| Brons    | Lisa Kruger                                                                    | Zwemmen        | Schoolslag 100 m SB9 (v)                   | 30 augustus |
| Brons    | Noah Mbuyamba                                                                  | Atletiek       | Verspringen T63 (m)                        | 31 augustus |
| Brons    | Geert Schipper                                                                 | Triatlon       | PTCW (m)                                   | 2 september |
| Brons    | Nico van der Burgt                                                             | Triatlon       | PTS3 (m)                                   | 2 september |
| Brons    | Vincent ter Schure Timo Fransen (piloot)                                       | Wegwielrennen  | Tijdrit B (m)                              | 4 september |

## Deelnemers en resultaten
(m) = mannen, (v) = vrouwen, (g) = gemengd 

### Atletiek

#### Baanonderdelen
| Atleet                  | Onderdeel         | Series    | Series | Finale         | Finale         |
| Atleet                  | Onderdeel         | Resultaat | Rang   | Resultaat      | Rang           |
| ----------------------- | ----------------- | --------- | ------ | -------------- | -------------- |
| Olivier Hendriks        | 100 m, T64 (m)    | 11.12     | 4      | 11.15          | 7              |
| Olivier Hendriks        | 400 m, T62 (m)    | n.v.t.    | n.v.t. | 11.15          | Brons          |
| Joël de Jong            | 100 m, T63 (m)    | 12.09     | 2      | 12.20          | 6              |
| Jetze Plat              | Marathon, T54 (m) | n.v.t.    | n.v.t. | 1:39.47        | 9              |
| Levi Vloet              | 200 m, T64 (m)    | 23.03     | 2      | 22.47          | Zilver         |
|                         |                   |           |        |                |                |
| Fleur Jong              | 100 m, T64 (v)    | 12.48 PR  | 1      | 12.54          | Goud           |
| Kimberly Alkemade       | 100 m, T64 (v)    | 12.61     | 1      | 12.70          | Zilver         |
| Kimberly Alkemade       | 200 m, T64 (v)    | 26.31     | 1      | 25.42 PB       | Goud           |
| Marlène van Gansewinkel | 100 m, T64 (v)    | 12.68     | 2      | 12.72          | Brons          |
| Marlène van Gansewinkel | 200 m, T64 (v)    | 26.36     | 1      | 26.14          | Zilver         |
| Cheyenne Bouthoorn      | 100 m, T36 (v)    | 14.90     | 3      | 14.80          | 6              |
| Cheyenne Bouthoorn      | 200 m, T36 (v)    | 31.43     | 5      | niet geplaatst | niet geplaatst |
| Nienke Timmer           | 100 m, T35 (v)    | n.v.t.    | n.v.t. | 15.69          | 7              |
| Zara Temmink            | 100 m, T13 (v)    | 12.89     | 6      | niet geplaatst | niet geplaatst |

#### Veldonderdelen
| Paralympiër             | Onderdeel            | Resultaat | Prestatie |
| ----------------------- | -------------------- | --------- | --------- |
| Joel de Jong            | Verspringen, T63 (m) | 7.68 WR   | Goud      |
| Noah Mbuyamba           | Verspringen, T63 (m) | 7.01 PB   | Brons     |
|                         |                      |           |           |
| Fleur Jong              | Verspringen, T64 (v) | 6.53 PR   | Goud      |
| Kiki Hendriks           | Verspringen, T64 (v) | 5.35      | 4         |
| Lara Baars              | Kogelstoten, F40 (v) | 9.10 PB   | Goud      |
| Marlène van Gansewinkel | Verspringen, T64 (v) | 5.87 PB   | Zilver    |
| Noëlle Roorda           | Speerwerpen, F46 (v) | 40.58     | 4         |

### Basketbal
| Paralympiër | Onderdeel | Resultaat | Prestatie |
| --- | --------- | --------- | --- |
| Frank de Jong Robin Poggenwisch Mendel op den Orth Anil Cegil Patrick de Boer Mattijs Bellers Gijs Even Quinten Zantinge Arie Twigt Camilo van Trijp Mustafa Korkmaz Joeri van Liere | Team (m)  | 6e        | Groep B (3e) W van Australië met 66-55 V van Verenigde Staten met 34-60 V van Spanje met 53-68 Kwartfinale: V van Canada met 67-79 Plaatsingswedstrijden: W van Frankrijk met 72-63 V van Australië met 75-82  |
| |           |           | |
| Ilse Arts Sylvana van Hees Lindsay Frelink Jitske Visser Julia van der Sprong Bo Kramer Xena Wimmenhoeve Cher Korver Saskia Pronk Carina de Rooij Mariska Beijer Ylonne Post         | Team (v)  | Goud      | Groep B (1e) W van Japan met 87-34 W van Verenigde Staten met 69-56 W van Duitsland met 68-48 Kwartfinale: W van Spanje met 61-43 Halve finae: W van Canada met 72-61 Finale: W van Verenigde Staten met 63-49 |

### Boccia
| atleet                                        | onderdeel       | groepsfase                             | groepsfase            | groepsfase            | groepsfase | play-offs          | kwartfinale                    | halve finale       | finale             | finale |
| atleet                                        | onderdeel       | tegenstander score                     | tegenstander score    | tegenstander score    | rang       | tegenstander score | tegenstander score             | tegenstander score | tegenstander score | rang   |
| --------------------------------------------- | --------------- | -------------------------------------- | --------------------- | --------------------- | ---------- | ------------------ | ------------------------------ | ------------------ | ------------------ | ------ |
| Daniël Perez                                  | Enkelspel, BC1M | José Carlos Chagas de Oliveira W 6 - 5 | David Smith V 1 - 4   | n.v.t.                | 2 Q        | n.v.t.             | Muhamad Afrizal Syafa V 0 - 10 | niet geplaatst.    | niet geplaatst.    | 8      |
| Marco Dekker                                  | Enkelspel, BC2M | Nadav Levi V 2 - 4                     | Maciel Santos V 2 - 7 | Achraf Tayahi W 8 - 0 | 3          | niet geplaatst.    | niet geplaatst.                | niet geplaatst.    | niet geplaatst.    | 14     |
|                                               |                 |                                        |                       |                       |            |                    |                                |                    |                    |        |
| Chantal van Engelen                           | Enkelspel, BC2  | Vivien Nagy W 4 - 3                    | Gischa Zayana V 1 - 9 | n.v.t.                | 2 Q        | n.v.t.             | Jeong So-yeong V 1 - 4         | niet geplaatst.    | niet geplaatst.    | 6      |
|                                               |                 |                                        |                       |                       |            |                    |                                |                    |                    |        |
| Daniël Perez Marco Dekker Chantal van Engelen | Team, BC1/2     | V 8 - 2                                | V 9 - 3               | n.v.t.                | 3          | n.v.t.             | niet geplaatst.                | niet geplaatst.    | niet geplaatst.    | 11     |

### Judo
| judoka       | onderdeel  | kwartfinale          | halve finale         | herkansing             | finale / BM          | finale / BM |
| judoka       | onderdeel  | tegenstander uitslag | tegenstander uitslag | tegenstander uitslag   | tegenstander uitslag | rang        |
| ------------ | ---------- | -------------------- | -------------------- | ---------------------- | -------------------- | ----------- |
| Daniël Knegt | J1, +90 kg | Ion Basic V 10 - 0   | N/A                  | Ilham Zakiyev V 10 - 0 | Niet geplaatst.      | 7           |

### Paardensport
| Paralympiër                                  | Paard         | Onderdeel                               | Resultaat | Prestatie |
| -------------------------------------------- | ------------- | --------------------------------------- | --------- | --------- |
| Annemarieke Nobel                            | Doo Schufro   | Dressuur, verplichte kür, graad I (g)   | 72.792    | 4e        |
| Annemarieke Nobel                            | Doo Schufro   | Dressuur, vrije kür, graad I (g)        | 77.614    | 4e        |
| Rixt van der Horst                           | Royal Fono    | Dressuur, verplichte kür, graad III (g) | 76.433    | Zilver    |
| Rixt van der Horst                           | Royal Fono    | Dressuur, vrije kür, graad III (g)      | 83.007    | Zilver    |
| Sanne Voets                                  | Demantur      | Dressuur, verplichte kür, graad IV (g)  | 76.528    | Zilver    |
| Sanne Voets                                  | Demantur      | Dressuur, vrije kür, graad IV (g)       | 79.880    | 4e        |
| Demi Haerkens                                | Daula         | Dressuur, verplichte kür, graad IV (g)  | 78.722    | Goud      |
| Demi Haerkens                                | Daula         | Dressuur, vrije kür, graad IV (g)       | 83.840    | Goud      |
| Sanne Voets Demi Haerkens Rixt van der Horst | Zie hierboven | Team event                              | 232.850   | Zilver    |

### Roeien
| Atleet                              | Onderdeel                         | Heats     | Heats | Herkansingen | Herkansingen | A/B finale | A/B finale |
| Atleet                              | Onderdeel                         | Resultaat | Rang  | Resultaat    | Rang         | Resultaat  | Rang       |
| ----------------------------------- | --------------------------------- | --------- | ----- | ------------ | ------------ | ---------- | ---------- |
| Corné de Koning Esther van der Loos | Tweepersoons sculls, PR2Mix2x (g) | 8:19,21   | 4 H   | 8:33,73      | 3 FB         | 8:42,73    | 7          |

### Tafeltennis
| Paralympiër                      | Onderdeel            | Finalefase            | Finalefase           | Finalefase           | Finalefase           | Finalefase           | Plaats |
| Paralympiër                      | Onderdeel            | 1/16e finale          | 1/8e finale          | Kwartfinale          | Halve finale         | Finale               | Plaats |
| Paralympiër                      | Onderdeel            | Tegenstander Uitslag  | Tegenstander Uitslag | Tegenstander Uitslag | Tegenstander Uitslag | Tegenstander Uitslag | Plaats |
| -------------------------------- | -------------------- | --------------------- | -------------------- | -------------------- | -------------------- | -------------------- | ------ |
| Jean Paul Montanus               | Enkelspel, C7 (v)    | n.v.t                 | Despineux W 3-1      | Hanson W 3-1         | Bayley V 0-3         | Niet geplaatst       | Brons  |
|                                  |                      |                       |                      |                      |                      |                      |        |
| Kelly van Zon                    | Enkelspel, C7 (v)    | n.v.t                 | Bye                  | Korneliussen W 3-0   | Wang W 3-1           | Korkut W 3-2         | Goud   |
|                                  |                      |                       |                      |                      |                      |                      |        |
| Jean Paul Montanus Kelly van Zon | Dubbelspel, XD17 (g) | Grebe/Schnake W 3 - 0 | Mao/Zhao V 3 - 2     | Niet geplaatst       | Niet geplaatst       | Niet geplaatst       | 9      |

### Tennis
Per ronde wordt de tegenstander genoemd en daaronder de uitslag. W staat voor winst, V voor verlies. De ingevulde rondes zijn rechts uitgelijnd, zodat meteen duidelijk is hoever de speler is gekomen. In dit schema zijn de rondenamen van een volledig tournooi aangehouden. Bij categorieën met minder rondes zullen de namen afwijken.
| Paralympiër                        | Onderdeel             | eerste ronde                | tweede ronde laatste 32    | derde ronde laatste 16                     | kwartfinale                                              | halve finale                            | (troost)finale                           | rang   |  |
| ---------------------------------- | --------------------- | --------------------------- | -------------------------- | ------------------------------------------ | -------------------------------------------------------- | --------------------------------------- | ---------------------------------------- | ------ |  |
| Niels Vink                         | enkelspel, quads (g)  | n.v.t.                      | n.v.t.                     | Lucas Sithole W 6-0 6-2                    | Robert Shaw W 6-0 6-0                                    | Ahmet Kaplan W 6-1 6-1                  | Sam Schröder W 6-0 6-1                   | Goud   |  |
| Sam Schröder                       | enkelspel, quads (g)  | n.v.t.                      | n.v.t.                     | bye                                        | Leandro Pena W 6-1 6-1                                   | Guy Sasson W 7-61 6-4                   | Niels Vink V 0-6 1-6                     | Zilver |  |
| Niels Vink Sam Schröder            | dubbelspel, quads (g) | n.v.t.                      | n.v.t.                     | n.v.t.                                     | bye                                                      | Donald Ramphadi Lucas Sithole W 6-1 6-1 | Andy Lapthorne Gregory Slade W 6-1 6-1   | Goud   |  |
|                                    |                       |                             |                            |                                            |                                                          |                                         |                                          |        |  |
| Maikel Scheffers                   | enkelspel (m)         | bye                         | Nico Langmann W 6-4 6-1    | Martín de la Puente (4e) V 2-6 2-6         | —                                                        | —                                       | —                                        | 9      |  |
| Maarten ter Hofte                  | enkelspel (m)         | Frédéric Cattanéo V 4-6 2-6 | —                          | —                                          | —                                                        | —                                       | —                                        | 33     |  |
| Tom Egberink                       | enkelspel (m)         | bye                         | Dong Shunjiang W 6-0 6-0   | Daniel Caverzaschi W 7-6 7-6               | Tokito Oda () V 4-6 1-6                                  | —                                       | —                                        | 5      |  |
| Ruben Spaargaren                   | enkelspel (m)         | bye                         | Ji Zhenxu W 6-3 6-4        | Gaëtan Menguy W 6-4 6-1                    | Alfie Hewett () V 1-6 4-6                                | —                                       | —                                        | 5      |  |
| Maikel Scheffers Tom Egberink      | dubbelspel (m)        | n.v.t.                      | bye                        | Ben Bartram Dahnon Ward W 6-2 7-5          | Daniel Caverzaschi Martín de la Puente () V 5-7 6-1 3-10 | —                                       | —                                        | 5      |  |
| Maarten ter Hofte Ruben Spaargaren | dubbelspel (m)        | n.v.t.                      | bye                        | Ezequiel Casco Gustavo Fernández W 7-5 6-3 | Alfie Hewett Gordon Reid () V 2-6 1-6                    | —                                       | —                                        | 5      |  |
|                                    |                       |                             |                            |                                            |                                                          |                                         |                                          |        |  |
| Aniek van Koot                     | enkelspel (v)         | n.v.t.                      | Nalani Buob W 6-2 6-3      | Manami Tanaka W 6-0 6-2                    | Li Xiaohui W 6-1 7-5                                     | Yui Kamiji V 0-6 6-4 4-6                | Wang Ziying W 7-63 6-1                   | Brons  |  |
| Lizzy de Greef                     | enkelspel (v)         | n.v.t.                      | Zhu Zhenzhen V 1-6 6-1 2-6 | —                                          | —                                                        | —                                       | —                                        | 17     |  |
| Diede de Groot                     | enkelspel (v)         | n.v.t.                      | Katharina Krüger W 6-1 6-0 | Maayan Zikri W 6-0 6-0                     | Guo Luoyao W 7-63 6-3                                    | Wang Ziying W 6-2 6-1                   | Yui Kamiji V 6-4 3-6 4-6                 | Zilver |  |
| Jinte Bos                          | enkelspel (v)         | n.v.t.                      | Wang Ziying (4e) V 1-6 2-6 | —                                          | —                                                        | —                                       | —                                        | 17     |  |
| Aniek van Koot Diede de Groot      | dubbelspel (v)        | n.v.t.                      | n.v.t.                     | bye                                        | Momoko Ohtani Saki Takamuro W 6-4 6-1                    | Li Xiaohui Zhu Zhenzhen (4e) W 6-2 6-2  | Yui Kamiji Manami Tanaka V 6-3 63-7 8-10 | Zilver |  |
| Lizzy de Greef Jinte Bos           | dubbelspel (v)        | n.v.t.                      | n.v.t.                     | W 6-2 6-4                                  | Yui Kamiji Manami Tanaka () V 3-6 0-6                    | —                                       | —                                        | 5      |  |

### Triatlon
| Paralympiër        | Onderdeel             | Resultaat | Prestatie |
| ------------------ | --------------------- | --------- | --------- |
| Maurits Morsink    | Individueel, PTS2 (m) | 1:08:27   | 4         |
| Nico van der Burgt | Individueel, PTS3 (m) | 1:09:24   | Brons     |
| Jetze Plat         | Individueel, PTWC (m) | 58:16     | Goud      |
| Geert Schipper     | Individueel, PTWC (m) | 1:00:20   | Brons     |

### Wielrennen

#### Baan
| Atleet                                  | Onderdeel                          | Heats     | Heats | (Bronzen) Finale | (Bronzen) Finale |
| Atleet                                  | Onderdeel                          | Resultaat | Rang  | Resultaat        | Rang             |
| --------------------------------------- | ---------------------------------- | --------- | ----- | ---------------- | ---------------- |
| Martin van de Pol                       | Individuele achtervolging, MC5 (m) |           |       |                  |                  |
| Daniel Abraham Gebru                    | Individuele achtervolging, MC5 (m) |           |       |                  |                  |
| Tristan Bangma Piloot: Patrick Bos      | Individuele achtervolging, MB (m)  |           |       |                  |                  |
| Vincent ter Schure Piloot: Timo Fransen | Individuele achtervolging, MB (m)  |           |       |                  |                  |
|                                         |                                    |           |       |                  |                  |
| Caroline Groot                          | 500 m tijdrit, WC5 (v)             |           |       |                  |                  |
| Caroline Groot                          | Individuele achtervolging, WC5 (v) |           |       |                  |                  |

#### Weg
| Paralympiër                             | Onderdeel             | Resultaat | Prestatie |
| --------------------------------------- | --------------------- | --------- | --------- |
| Martin van de Pol                       | Wegwedstrijd, MC5 (m) |           |           |
| Martin van de Pol                       | Tijdrit, MC5 (m)      |           |           |
| Daniel Abraham Gebru                    | Wegwedstrijd, MC5 (m) |           |           |
| Daniel Abraham Gebru                    | Tijdrit, MC5 (m)      |           |           |
| Tristan Bangma Piloot: Patrick Bos      | Wegwedstrijd, MB (m)  |           |           |
| Tristan Bangma Piloot: Patrick Bos      | Tijdrit, MB (m)       |           |           |
| Vincent ter Schure Piloot: Timo Fransen | Wegwedstrijd, MB (m)  |           |           |
| Vincent ter Schure Piloot: Timo Fransen | Tijdrit, MB (m)       |           |           |
| Mark Mekenkamp                          | Wegwedstrijd, MH3 (m) |           |           |
| Mark Mekenkamp                          | Tijdrit, MH4 (m)      |           |           |
| Jetze Plat                              | Wegwedstrijd, MH4 (m) |           |           |
| Jetze Plat                              | Tijdrit, MH4 (m)      |           |           |
| Mitch Valize                            | Wegwedstrijd, MH5 (m) |           |           |
| Mitch Valize                            | Tijdrit, MH5 (m)      |           |           |
| Tim de Vries                            | Wegwedstrijd, MH5 (m) |           |           |
| Tim de Vries                            | Tijdrit, MH5 (m)      |           |           |
|                                         |                       |           |           |
| Jennette Jansen                         | Wegwedstrijd, WH4 (v) |           |           |
| Jennette Jansen                         | Tijdrit, WH4 (v)      |           |           |
| Chantal Haenen                          | Wegwedstrijd, WH5 (v) |           |           |
| Chantal Haenen                          | Tijdrit, WH5 (v)      |           |           |
| Marieke van Soest                       | Wegwedstrijd, WT1 (v) |           |           |
| Marieke van Soest                       | Tijdrit, WT1 (v)      |           |           |

### Zwemmen
| Atleet                                                                         | Onderdeel                    | Series    | Series | Finale          | Finale          |
| Atleet                                                                         | Onderdeel                    | Resultaat | Rang   | Resultaat       | Rang            |
| ------------------------------------------------------------------------------ | ---------------------------- | --------- | ------ | --------------- | --------------- |
| Rogier Dorsman                                                                 | 50m vrije slag S11 (m)       | 27,18     | 9e     | Niet geplaatst. | Niet geplaatst. |
| Rogier Dorsman                                                                 | 400m vrije slag S11 (m)      | -         | -      | 4.31,34         | Zilver          |
| Rogier Dorsman                                                                 | 100m schoolslag SB11 (m)     | 1:10,92   | 1 Q    | 1:11,07         | Goud            |
| Rogier Dorsman                                                                 | 100m rugslag S11 (m)         | 1:08,70   | 3Q     | 1:07,87         | 4               |
| Rogier Dorsman                                                                 | 100m vlinderslag S11 (m)     | 1:06,95   | 6 Q    | 1:04,29         | 5               |
| Rogier Dorsman                                                                 | 200m wisselslag SM11 (m)     | -         | -      | 2:18,36         | Goud            |
| Thomas van Wanrooij                                                            | 100m rugslag S13 (m)         | 1:00,41   | 4 Q    | 1:00,55         | 4               |
| Thomas van Wanrooij                                                            | 100m schoolslag SB13 (m)     | 1:07,87   | 7 Q    | 1:07,64         | 7               |
| Thomas van Wanrooij                                                            | 200m wisselslag SM13 (m)     | 2:16,54   | 5 Q    | 2:15,38         | 5               |
| Bas Takken                                                                     | 100m rugslag S10 (m)         | 1:03,04   | 3 Q    | 1:01,97         | 6               |
| Bas Takken                                                                     | 200m wisselslag SM10 (m)     | 2:18,11   | 3 Q    | 2:18,12         | 7               |
| Marc Evers                                                                     | 100m rugslag S14 (m)         | 1:01,02   | 7 Q    | 1:00,79         | 8               |
| Olivier van de Voort                                                           | 100m rugslag S10 (m)         | 58,34     | 1Q     | 59,04           | Goud            |
| Thijs van Hofweegen                                                            | 100m rugslag S6 (m)          | 1:19,19   | 6 Q    | 1:17,44         | 5               |
| Thijs van Hofweegen                                                            | 100m vrije slag S6 (m)       | 1:07,04   | 6 Q    | 1:06,67         | 6               |
|                                                                                |                              |           |        |                 |                 |
| Lisa Kruger                                                                    | 100m vrije slag S10 (v)      |           |        |                 |                 |
| Lisa Kruger                                                                    | 100m rugslag S10 (m)         |           |        |                 |                 |
| Lisa Kruger                                                                    | 100m schoolslag SB9 (m)      |           |        |                 |                 |
| Lisa Kruger                                                                    | 100m vlinderslag S10 (m)     |           |        |                 |                 |
| Lisa Kruger                                                                    | 200m wisselslag SM10 (m)     |           |        |                 |                 |
| Chantalle Zijderveld                                                           | 100m schoolslag SB9 (v)      |           |        |                 |                 |
| Florianne Bultje                                                               | 100m vlinderslag S9 (v)      |           |        |                 |                 |
| Liesette Bruinsma                                                              | 50m vrije slag S11 (v)       |           |        |                 |                 |
| Liesette Bruinsma                                                              | 100m vrije slag S11 (m)      |           |        |                 |                 |
| Liesette Bruinsma                                                              | 400m vrije slag S11 (m)      |           |        |                 |                 |
| Liesette Bruinsma                                                              | 200m wisselslag SM11 (m)     |           |        |                 |                 |
|                                                                                |                              |           |        |                 |                 |
| Olivier van de Voort Thijs van Hofweegen Chantalle Zijderveld Florianne Bultje | 4x100m wisselslag 34 pt. (g) | 4:28,77   | 1Q     | 4:28,07         | Zilver          |